# Tunnel de Nogent-sur-Marne
Le tunnel de Nogent-sur-Marne est un tunnel français situé sur le territoire de la commune de Nogent-sur-Marne, dans le département du Val-de-Marne.

## Caractéristiques
Ce tunnel traverse les communes du Perreux-sur-Marne, Nogent-sur-Marne et Champigny-sur-Marne, et permet de contourner Paris par l’est pour rejoindre les autoroutes A3 et A4.
C'est un axe-clef de l'est de Paris. Tout ralentissement affecte immédiatement les communes avoisinantes.
Il accueille 2 voies de circulation par sens limitées à 70 km/h.
Ce tunnel permet de franchir la Marne.
Il a été mis en service en deux parties :
- en 1987, pour la tranchée couverte de Nogent[6], dont l'accès nord se trouve avenue de Neuilly.
- en 1989, pour la partie sous-fluviale qui constitue le tunnel sous la Marne, et qui mesure 800 mètres[7].

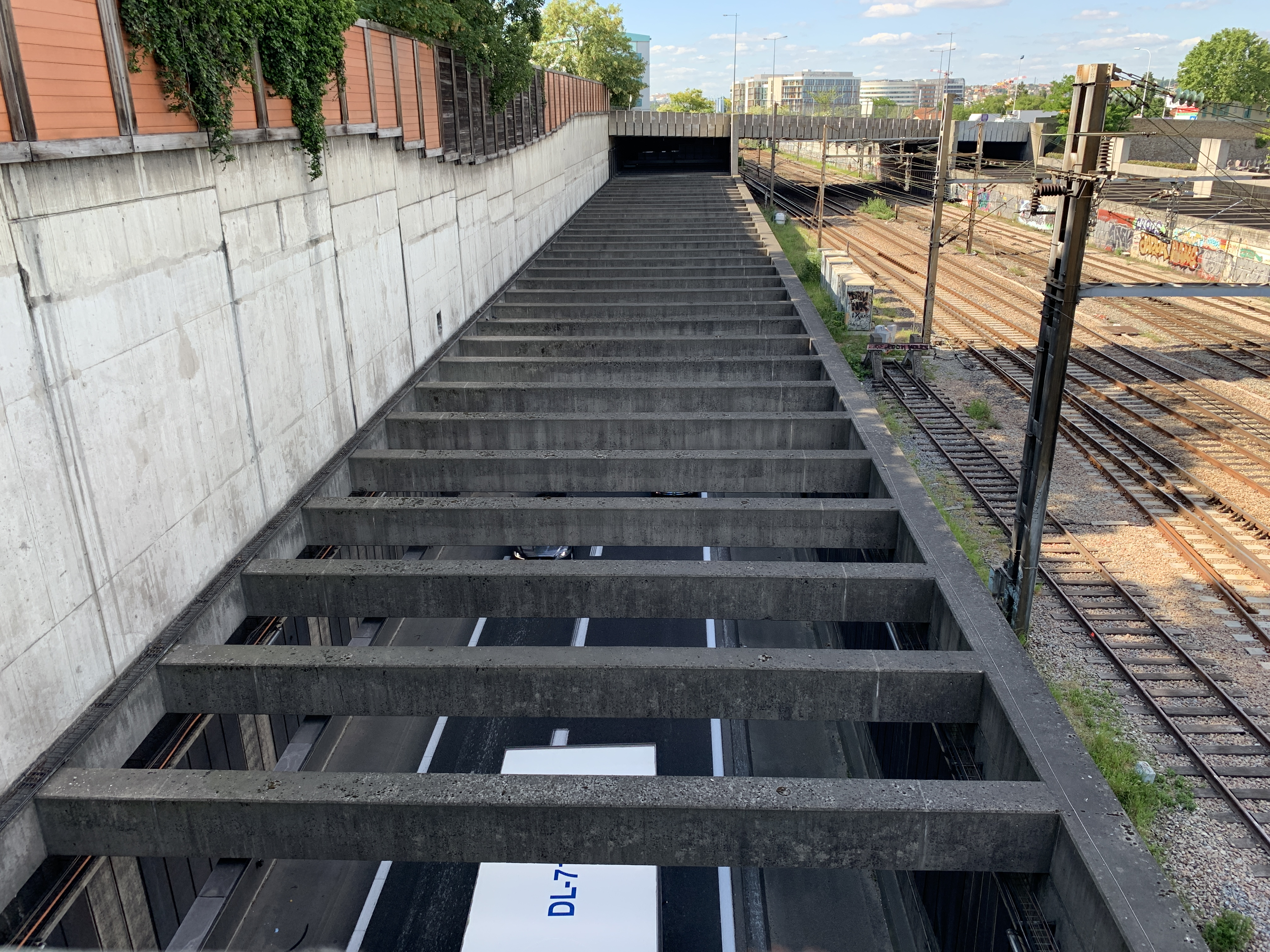
Partie nord du tunnel à la limite avec Fontenay-sous-Bois, vue du boulevard d'Alsace-Lorraine.
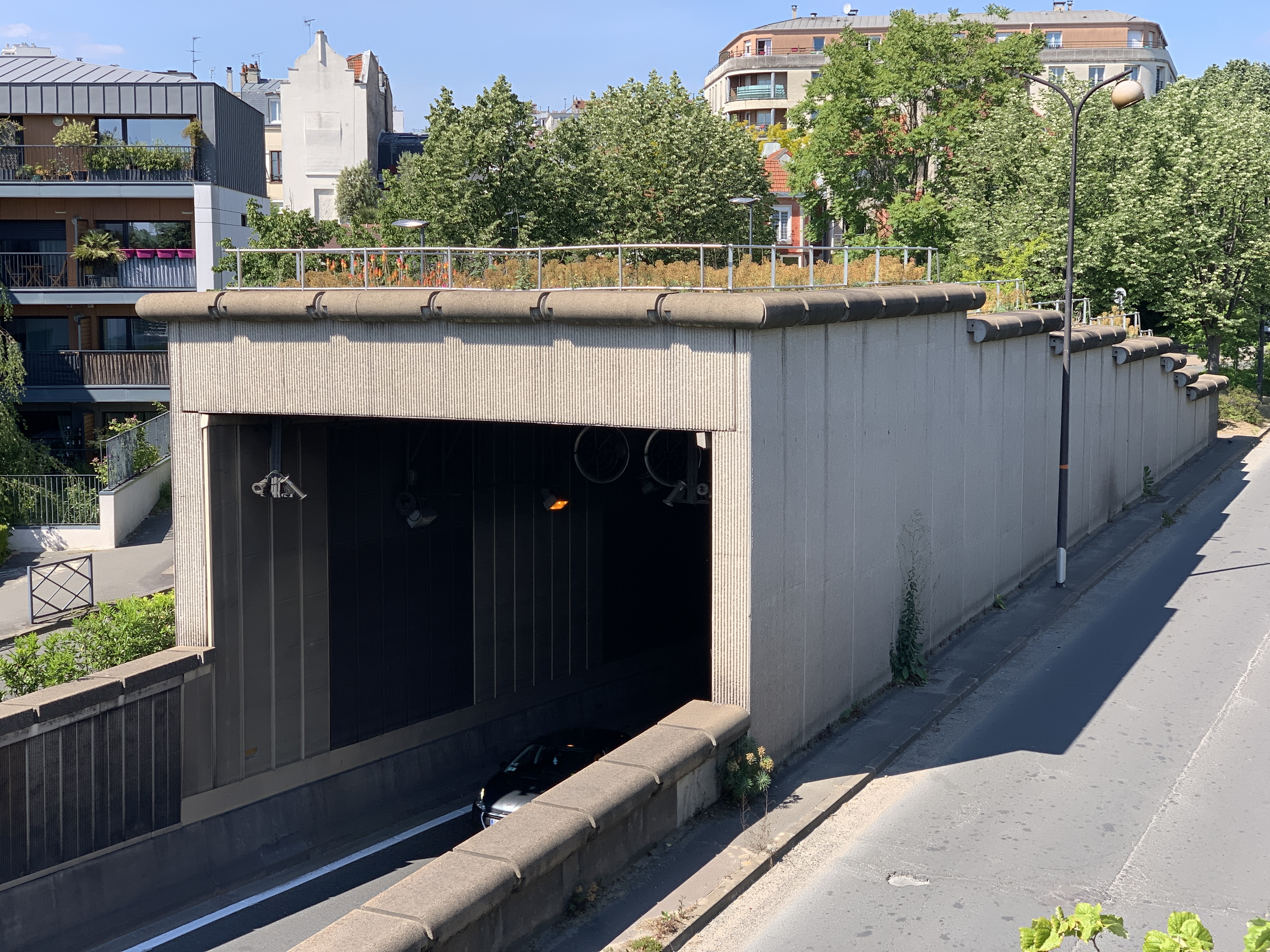
Sortie du tunnel menant au boulevard Albert 1er.